# بیزی مدن
بیزی مدن (انگلیسی: Beezie Madden؛ زادهٔ ۲۰ نوامبر ۱۹۶۳) سوارکار پرش اهل ایالات متحده آمریکا بود.
وی در مسابقات کشوری و بین‌المللی در مجموع برندهٔ ۴ مدال طلا، ۴ مدال نقره، ۵ مدال برنز شده‌است.